# Plano mediano
O Plano Mediano é o que passa longitudinalmente através do corpo, dividindo-o em metades direita e esquerda. Parassagital, usado pelos neuroanatomistas e neurologistas é desnecessário porque qualquer plano paralelo ao plano mediano é sagital por definição. Um plano próximo do mediano é um Plano Paramediano.